# 上田敏也
上田 敏也（うえだ としや、1933年2月24日 - 2022年2月8日）は、日本の声優、俳優。最終所属は81プロデュース。北海道札幌市出身。

## 経歴
北海道札幌南高等学校、早稲田大学文学部卒業。
以前は劇団青い実の会、劇団宝石座、俳優企画、東京俳優生活協同組合に所属していた。
2022年2月8日に死去。88歳没。

## 人物
声種はバリトン。渋い声質を生かし、威厳ある役からコミカルな役まで幅広く演じている。
かつての洋画吹き替えでは脇役として3本に1本ほどの割合で多く出演し、「誰もがお声を聞いたことがある」と評される名バイプレーヤーとして知られた。
方言は北海道弁、東北弁。特技は英語、スキー。趣味は旅行、読書。

## 後任
上田の死去に伴い、持ち役を引き継いだ人物は以下の通り。
| 後任     | 役名                             | 概要作品                   | 後任の初担当作品       |
| -------- | -------------------------------- | -------------------------- | ---------------------- |
| 山寺宏一 | ねむねむおじさん                 | 『それいけ!アンパンマン』  | 第1569話Bパート        |
| 大塚明夫 | やまねこ大王                     | 『それいけ!アンパンマン』  | 第1597話Bパート        |
| 小柳基   | トミー（田村富美男）             | 『おじゃる丸』             | 第25期                 |
| 樋浦勉   | 総督                             | 『成龍拳』TBS版            | BS松竹東急追加収録部分 |
| 西村太佑 | 魯老怪                           | 『蛇鶴八拳』TBS版          | BS松竹東急追加収録部分 |
| 寺岡光盛 | スタニスラウ・ソサボフスキー准将 | 『遠すぎた橋』日本テレビ版 | Blu-ray追加収録部分    |

## 出演
太字はメインキャラクター。

### テレビドラマ
- 東芝日曜劇場 / 北緯四十三度（1958年、NHK）
- あすをつげる鐘「わが道をゆく 福沢諭吉」（1961年、NHK）
- お好み日曜座「壁画の女」（1960年、NHK）
- この光は消えず 第4回「ハンス・クリスチャン・アンデルセン」（1960年、NHK）
- 細うで繁盛記（1970年）

### テレビアニメ
1965年
- ジャングル大帝（1965年 - 1966年、ライオンA、ズビ） - 2シリーズ

1967年
- 冒険ガボテン島（オショー、ナレーター）

1968年
- 怪物くん
- 佐武と市捕物控（利平、牢番）
- わんぱく探偵団（部下達）

1969年
- 巨人の星（1969年 - 1970年）

1970年
- ばくはつ五郎（兵藤大介）

1971年
- アタックNo.1
- 珍豪ムチャ兵衛（大久保彦左）

1972年
- 科学忍者隊ガッチャマン（老人）

1974年
- アルプスの少女ハイジ
- ど根性ガエル
- 破裏拳ポリマー（ラウン国王）

1975年
- アンデス少年ペペロの冒険（チチカカ）
- はじめ人間ギャートルズ

1976年
- 母をたずねて三千里（ロンバルディーニ、老人）

1977年
- あらいぐまラスカル（フートン牧師）
- シートン動物記 くまの子ジャッキー
- 新・巨人の星
- 若草のシャルロット（牧師、ジャン）

1978年
- 宝島
- ペリーヌ物語（サンドリエ、オヌー 他）
- 星の王子さま プチ・プランス（ヘビ）
- 野球狂の詩（1978年 - 1979年、後藤）
- ルパン三世（第2作）（1978年 - 1980年）

1979年
- ザ☆ウルトラマン（ギバルーガ、宮井副官）
- シートン動物記 りすのバナー（農夫）
- ドラえもん（テレビ朝日版第1期）
- トンデモネズミ大活躍（アマタル先生）
- 未来ロボ ダルタニアス（ハーマン）

1980年
- 怪物くん（タイフーン）
- 鉄腕アトム (アニメ第2作)（レンコーン、ホセ）
- 伝説巨神イデオン（マーシャル・フランクリン）
- トム・ソーヤーの冒険（ハックの父）
- ベルサイユのばら

1981年
- おはよう!スパンク
- 怪物くん（フータン、シシオン、アラビア大魔法団団長、ウラニドン、死神将軍、スケルトン）
- 新・ど根性ガエル（1981年 - 1982年、校長先生）
- 忍者ハットリくん（スリ）
- まんが水戸黄門
- 名犬ジョリィ（ディアス署長）

1982年
- 科学救助隊テクノボイジャー（ウィルソン）
- サイボットロボッチ（ゴサク、生倉竹光）
- 戦闘メカ ザブングル（カラス）

1983年
- 亜空大作戦スラングル（看守部長）
- 機甲創世記モスピーダ（エディの父）
- キャッツ♥アイ
- サイコアーマー ゴーバリアン（ガラダイン皇帝、ジャギー、ゴロキー）
- パーマン（審査員、犯人B、中学生A、猿蚤、隊長、ボス）
- フクちゃん（神父、老紳士）
- まんが日本史（白河上皇、細川頼之）

1984年
- キャプテン翼（ふらの中監督）
- 装甲騎兵ボトムズ（ゲッコ）
- 牧場の少女カトリ（エスコ）
- 名探偵ホームズ（フォーカス）

1985年
- 機動戦士Ζガンダム（メラニー・ヒュー・カーバイン）
- 小公女セーラ（デュファルジュ先生）
- ダーティペア（ウィルシャー）
- ルパン三世 PARTIII
- 夢の星のボタンノーズ（校長）

1986年
- 機動戦士ガンダムΖΖ（長老）
- 青春アニメ全集（薬売り）
- ドテラマン（佐藤大吉〈ハジメの父〉、陽鬼）
- Bugってハニー

1987年
- エスパー魔美（ナムダミア大統領）
- グリム名作劇場（1987年 - 1988年、長老）
- シティーハンター（1987年 - 1988年、侍従、大河内巌）- 2シリーズ

1988年
- 小公子セディ（ホッブス）
- 新プロゴルファー猿（天狗）
- ミスター味っ子（李小亀）

1989年
- 青いブリンク（クスネール、マスター、町長）
- 美味しんぼ（1989年 - 1991年、鶴森会長、西野保一、花川戸組頭、樹一の父親）
- おそ松くん（第2作）（先生）
- ジャングル大帝（新）（バイソン）
- それいけ!アンパンマン（1989年 - 2021年、サンドイッチマン、ヤッホッホッ〈初代〉、ほしがきおじさん、くさもち和尚、万年じいさん、やまねこ大王〈2代目〉、クロワッサン王〈3代目〉、チンゲンサイ、ねむねむおじさん〈初代〉）
- ダッシュ!四駆郎（アゴ山、博）
- パラソルヘンべえ（校長先生）
- ビリ犬なんでも商会（神主）
- 藤子・F・不二雄アニメスペシャル SFアドベンチャー T・Pぼん
- らんま1/2 熱闘編（和尚）

1990年
- オバタリアン（パワーズ博士）
- ちびまる子ちゃん（おじさん）
- チンプイ（Dr.チョロン）
- 魔法少女レインボーブライト（マーキー）
- 魔法のエンジェルスイートミント（老人、執事）
- YAWARA!（1990年 - 1992年、ポルナレフ）

1991年
- おばけのホーリー（科学者、おばけ研究家）
- ちいさなおばけアッチ・コッチ・ソッチ（なべさん）
- トラップ一家物語（ヨゼフ、神父）
- 21エモン（1991年 - 1992年、ルナのパパ）
- 八百八町表裏 化粧師（山城屋、老人）
- 炎の闘球児 ドッジ弾平（1991年 - 1992年、校長）
- 魔法使いサリー（1989年版）（マリンガット王）
- 魔法のプリンセス ミンキーモモ（爺さん、社長）
- 笑ゥせぇるすまん（一戸立男、作業員、須藤礼寿）

1992年
- おやゆび姫物語（長老）
- 超電動ロボ 鉄人28号FX（国王）
- 美少女戦士セーラームーン（国立）
- ファンタジーアドベンチャー 長靴をはいた猫の冒険（床屋）

1993年
- 恐竜惑星（アッケラ缶）
- クレヨンしんちゃん（牧師）
- ジャングルの王者ターちゃん♡（胡文老師）

1995年
- アリス探偵局（熊野金太郎、江戸川写一、江戸川写三、ジェペット）
- 鬼神童子ZENKI（丈太郎）
- ふしぎ遊戯（医者）
- ぼのぼの（オオサンショウウオさん、カエルくん）

1996年
- 怪盗セイント・テール（山野）
- はじめ人間ゴン（いしゃ、男の人）

1997年
- EAT-MAN（ジャック・ビーム）
- ゲゲゲの鬼太郎（第4作）（あまめはぎ）
- バトルアスリーテス大運動会（神父）
- 名探偵コナン（土橋哲夫）

1998年
- おじゃる丸（1998年 - 2021年、トミー〈田村富美男〉〈初代〉）
- ポケットモンスター（カツラ）
- MASTERキートン（天田教授、英国紋章院職員）

2001年
- 地球少女アルジュナ（シードUS支部長）
- はじめの一歩（安田トレーナー）
- パラッパラッパー（2001年 - 2002年、シャイマン先生）

2002年
- アソボット戦記五九（マイセン）

2003年
- 釣りバカ日誌（村長、モリカワ）
- わがまま☆フェアリー ミルモでポン!（2003年 - 2004年、エンマ先生） - 3シリーズ

2008年
- Yes!プリキュア5GoGo!（サンタクロース）
- ゴルゴ13（デル・ファルト）

2010年
- RAINBOW-二舎六房の七人-（通訳）

2011年
- ONE PIECE（ネフェルタリ・コブラ〈2代目〉）

2021年
- 約束のネバーランド（ヴィルク）

### 劇場アニメ
1962年
- おとぎの世界旅行

1974年
- アルプスの少女ハイジ（家庭教師）

1979年
- がんばれ!!タブチくん!!

1980年
- がんばれ!! タブチくん!! 第2弾 激闘ペナントレース
- がんばれ!! タブチくん!! 初笑い第3弾 あゝツッパリ人生

1981年
- キャプテン（委員長）
- 21エモン 宇宙へいらっしゃい!（山田先生）
- フリテンくん（部長）

1982年
- 新・ど根性ガエル ど根性・夢枕

1984年
- ドラえもん のび太の魔界大冒険（メジューサ）

1989年
- おそ松くん スイカの星からこんにちはザンス!（スイカ大王）

1990年
- チンプイ エリさま活動大写真（Dr.チョロン）
- ペリーヌ物語（オウル）

1992年
- 走れメロス

1993年
- 蒼い記憶 満蒙開拓と少年たち（視学官）

1995年
- ママレード・ボーイ（紳士）

1999年
- ガンドレス（トミオカ）

2000年
- 映画おじゃる丸 約束の夏 おじゃるとせみら（トミー〈田村富美男〉）

2001年
- いのちの地球 ダイオキシンの夏（ゼル会長）

2005年
- 機動戦士ΖガンダムII A New Translation -恋人たち-（メラニー・ヒュー・カーバイン）

2006年
- 機動戦士ΖガンダムIII A New Translation -星の鼓動は愛-（メラニー・ヒュー・カーバイン）
- 劇場版ポケットモンスター アドバンスジェネレーション ポケモンレンジャーと蒼海の王子 マナフィ（ダブ）

### OVA
1987年
- 傷追い人（パリー）
- 魔境外伝レディウス（ランドル）

1988年
- 吸血姫美夕（柴）
- 学園便利屋シリーズ アンティークハート（校長）
- 孔雀王
- 秘伝忍法帳 白獅子五番勝負 五重島の戦い（邪冑魔人）
- 竜世紀（支配人）

1989年
- 極黒の翼バルキサス（酒場の主人）
- 力王 RIKI-OH 等括地獄（所長）

1990年
- A.D.POLICE
- ガッデム
- 緑山高校 甲子園編（緑山高校監督）
- 力王 RIKI-OH VIOLENCE2 滅びの子（善鬼）

1991年
- 江口寿史の寿五郎ショウ（上品な父親、一の瀬）
- DETONATORオーガン（バニングス）
- ヴァンパイヤー戦争（ラザール）

1992年
- 紅いハヤテ（蘭王帝）

1993年
- MINKY MOMO IN 夢にかける橋（クレープ屋のおじさん）

1994年
- 銀河英雄伝説（オットー・ヴェーラー）
- マーズ（防衛庁長官）

1995年
- 湘南爆走族10 FROM SAMANTHA（サマンサの父）
- 聖羅ヴィクトリー（総監）
- 沈黙の艦隊（ニコラス・J・ベネット）

1996年
- アルプスの少女ハイジ アルムの山編
- アルプスの少女ハイジ ハイジとクララ編
- タトゥーン★マスター
- BURN-UP W（プロフェッサーM）

1998年
- ゴルゴ13〜QUEEN BEE〜（ロッチーニ）

2008年
- やなせたかしメルヘン劇場 タコラのピアノ（指揮者）

### 特撮
1966年
- ウルトラマン（アラン隊員の声）

1972年
- 快傑ライオン丸（ドキの声）
- 超人バロム・1（クモゲルゲの声）※神山卓三と誤表記

1982年
- ロボット8ちゃん（ベジタブルフルーツ砲の声）
- バッテンロボ丸（ネクラゲの声）

1983年
- 劇場版 バッテンロボ丸（ネクラゲの声）

1984年
- ペットントン（メーメーの声、雪だるまの声）
- どきんちょ!ネムリン（バス停くんの声）

1985年
- 勝手に!カミタマン（からかさの声）
- 巨獣特捜ジャスピオン（ロットの父の声）

1986年
- 超新星フラッシュマン（英雄タイタンの声）
- 劇場版 超新星フラッシュマン（英雄タイタンの声）
- もりもりぼっくん（学習修の声）

1987年
- ゲゲゲの鬼太郎「妖怪奇伝魔笛エロイムエッサイム」（朱の盆の声）

1988年
- 光戦隊マスクマン（水鏡の声）

1996年
- 激走戦隊カーレンジャー（OOオーパの声）

### ゲーム
1992年
- ふしぎの海のナディア（ジャンの叔父）※FM-TOWNS版

1993年
- ザ・クイーン・オブ・デュエリスト（ナレーション）

1999年
- サムライスピリッツ新章〜剣客異聞録 甦りし蒼紅の刃〜（朧、ナレーション）

2000年
- ニンジャアサルト（鬼骸王）

2001年
- シェンムーII
- スーパーロボット大戦α外伝（カラス・カラス）

2002年
- プーさんのみんなで森の大きょうそう!（オウル）

2003年
- わがまま☆フェアリー ミルモでポン! ミルモの魔法学校ものがたり（エンマ先生）

2005年
- キングダム ハーツII（オウル）

2007年
- おじゃる丸DS おじゃるとおけいこ あいうえお（トミー〈田村富美男〉）

2008年
- 機動戦士ガンダム ギレンの野望 アクシズの脅威（メラニー・ヒュー・カーバイン）

### ドラマCD
- クロックタワー3（ハイアムス）
- サラウンドシアターソーサリアン 暗黒の魔道士（オーサー）
- ストリートファイターII 春麗飛翔伝説（署長）

### 吹き替え

#### 俳優
- ダナ・エルカー
  - 特攻野郎Aチーム シーズン3 #5（ジョージ・オルセン）
  - 冒険野郎マクガイバー シーズン6 - 7（ピーター・ソーントン）
  - リップタイド探偵24時（ハリー・シルバーマン）

#### 映画
- アーネスト、監獄に行く!（オスカー・ペンドルスマイズ）
- 愛情物語（チャールズ、ザビア・クガート）
- 悪魔の追跡（デイヴ）
- 悪漢探偵（舞台演出家〈ツイ・ハーク〉）
- アトランティス 7つの海底都市（ジャッコ〈デリー・パワー〉）
- あなたに逢いたくて（シェルドン〈イーライ・ウォラック〉）
- 雨の訪問者（トゥーサン〈ジャン・ギャヴァン〉）※TBS版
- アラクノフォビア（サム・メトカーフ医師〈ヘンリー・ジョーンズ〉）※ソフト版
- 嵐の中で輝いて（サンフワラー〈ジョン・ギールグッド〉）※テレビ東京版
- アリゲーター2（アンダーソン市長〈ビル・デイリー〉、医師）※VHS版
- 怒りの山河（オコーナー判事）
- イグジステンズ（ガス〈ウィレム・デフォー〉）
- 1984（エマニュエル・ゴールドスタイン）
- いまを生きる（ノーラン校長〈ノーマン・ロイド〉）※ソフト版
- イルカの日（ダンヒル〈ウィリアム・ローリック〉）※テレビ朝日版
- ヴァン・ダム IN コヨーテ（ジュバル・アーリー〈パット・モリタ〉）※テレビ東京版
- ウォール街（クロムウェル〈リチャード・ダイサート〉）※テレビ朝日版
- ウォンテッド（パトリック・ドノビー）
- 浮気なシナリオ（ジャーヴィス）
- 運命の扉（トーマス・コルファックス〈フィリップ・ボスコ〉）
- エアポート'75（アーニー〈コンラッド・ジャニス〉）
- エグゼクティブ・コマンド（フィル・ハーツバーグ〈ブライアン・クランストン〉）※フジテレビ版
- OK牧場の決斗（コットン・ウィルソン〈フランク・フェイレン〉）※テレビ東京版
- エメラルド・フォレスト ※テレビ朝日版
- オーメン2/ダミアン（ビル・アサトン〈リュー・エアーズ〉）※TBS版
- 狼男アメリカン（ヴィリエ）
- 狼の挽歌（牢の老人〈レイ・サウンダース〉）※NET版
- 狼よさらば（常務〈クリス・ガンペル〉）
- 大空を裂くジェット野郎（デ・ルーカ将軍）
- お嬢さん、お手やわらかに!（アネットの父）
- オスロ国際空港/ダブル・ハイジャック（大将）
- オデッサ・ファイル（クニック）※テレビ朝日版
- オンリー・ザ・ロンリー（ドイル〈ミロ・オーシャ〉）
- 海外特派員（パワーズ〈ハリー・ダヴェンポート〉、ローリー〈エドマンド・グウェン〉）
- 帰らざる戦場/ナチ占領軍に総反撃せよ!（パンテリス〈ニキタス・プラティス〉）
- カサノバ
- カサブランカ ※NET版
- カットスロート・アイランド（モーデカイ・フィンガーズ）※フジテレビ版
- カリフォルニア・ドリーミング（ジョージ・ブック、ダン）
- ガンジー（ブルームフィールド判事〈トレヴァー・ハワード〉）※フジテレビ版
- 北国の帝王（クラッカー〈チャールズ・タイナー〉）
- 騎兵隊（ウィリアム・T・シャーマン将軍）※NETテレビ版、（フィン・セコード大佐〈ウィリス・ボーシェイ〉）※TBS版
- キャデラック・マン（ベニー）※VHS版
- キャノンボール（テリー・ブラッドショー[29]）※フジテレビ版
- キャノンボール3 新しき挑戦者たち（エドセル署長〈ピーター・ボイル〉）※TBS版
- キャリー（モートン教頭）
- 恐怖のエアポート（ハリー・バーディック）
- 恐怖の人喰い魚群/キラーフィッシュ（警部〈ジョージ・チェゲス〉）
- キラー・バグズ（神父〈マーク・マーゴリス〉）
- キリング・フィールド（エイブ）
- 空軍大戦略（フォン・リヒター男爵〈クルト・ユルゲンス〉）
- 空爆特攻隊（ハードウィック大佐〈マイケル・エヴァンズ〉）
- グッバイ・モロッコ（スフィ・シーク）
- グリズリー（サミュエル・ハリエット博士〈チャールズ・キッシンガー〉）
- グリニッチ・ビレッジの青春（ベン・ラピンスキー〈マイク・ケリン〉、エルキンス）
- 黒馬物語（エヴァンズ）※VHS版
- クロコダイル・ダンディー（ウォルター・ライリー〈ジョン・メイロン〉）※機内上映版[30]
- 刑事ジョン・ブック 目撃者（巡査部長〈エド・クロウリー〉）※テレビ朝日版
- 撃鉄 GEKITETZ ワルシャワの標的（オリファント〈ゲイリー・レイモンド〉）
- 原子力潜水艦浮上せず（バーンズ提督〈チャールズ・シオフィ〉）
- コーキー・ロマーノ FBI潜入捜査官?（キッパー医師）
- ゴールデン・チャイルド（ホンの患者）※テレビ朝日版
- 荒野の1ドル銀貨（ジョージ・アンダーソン保安官〈フランコ・ファンタシア〉）※TBS版
- 荒野の大活劇（町長）
- 再会の街/ブライトライツ・ビッグシティ（ヴォーゲル〈ジョン・ハウスマン〉、フェレットを抱えた男〈ウィリアム・ヒッキー〉）※VHS版
- サイボーグコップ（ホーガン〈アンソニー・フリッドジョン〉）
- サイレント・ローズ/真実への序曲（英語版）（ウェスカー〈マイケル・プリンス〉）
- サウンド・オブ・ミュージック（執事フランツ〈ギル・スチュアート〉）※テレビ朝日版・フジテレビ版
- サクセス・ストーリー/金と名誉と男と女（I.Q.パテル〈ウォーレン・ミッチェル〉）
- ザ・シークレット・サービス（サム・キャンパーナ〈ジョン・マホーニー〉）※テレビ朝日版
- さすらいのガンマン（リーガン保安官）
- さすらいの航海（マヌエル・ベニテス〈ホセ・フェラー〉、ヴィルヘルム・カナリス〈デンホルム・エリオット〉）
- ザ・ソルジャー（首相〈ルーベン・シンガー〉）
- ザ・チェイス（ボイル部長）※VHS版
- 砂漠の流れ者/ケーブル・ホーグのバラード（クイットナー〈R・G・アームストロング〉）
- サハラ戦車隊（レルー〈ルイ・T・マルシア〉）※NET版
- ザ・ハリケーン（レオン・フリードマン〈ハリス・ユーリン〉）※ソフト版
- ザ・ハルマゲドン/ワーロック リターンズ（イーサン・ラーソン〈チャールズ・ハラハン〉）
- ザ・ペーパー（バーニー・ホワイト〈ロバート・デュヴァル〉）
- サムソンとデリラ
- シェーン（サム・グラフトン〈ポール・マクヴィ〉）※テレビ朝日版
- ジェット・ローラー・コースター（セルビー）※日本テレビ版
- ジェフ（ピーター〈ジョルジュ・ジャマン〉）
- ジキル博士はミス・ハイド（マニング博士〈ジョン・フランクリン＝ロビンス〉）※フジテレビ版
- 地獄で眠れ（マックス・オーティス〈ルネ・エンリケス〉）
- 地獄のバスターズ（ニック〈マイケル・ペルゴラーニ〉[31]、ブレナー大佐）※日本テレビ版
- ジャイアント・ベビー（ホイーラー〈グレゴリー・シエラ〉、レポーター）※ソフト版
- ジャガーノート（シドニー・バックランド〈フレディ・ジョーンズ〉）
- ジャクソン・ジェイル（クーパー〈マイケル・アッシェ〉）
- 重犯罪特捜班/ザ・セブン・アップス（カーマイン・コルテロ）※テレビ朝日版
- ジュマンジ（駆除業者〈ジェームズ・ハンディ〉）※VHS・旧DVD版
- ショート・サーキット（ウォッシュバーン将軍〈ヴァーノン・ウェドル〉）
- ショーン・コネリー/盗聴作戦（パパ・アンジェロ、マネージャー）
- 勝利なき戦い（師団の広報担当官〈ルー・ギャロ〉）
- 少林寺三十六房（大文僧正）
- シンシナティ・キッド（ドクター〈ミルトン・セルツァー〉）※フジテレビ版
- 紳士は金髪がお好き（ホテル支配人、裁判所書記官）※フジテレビ版
- 真説フランケンシュタイン（リチャード・ファンショー）
- 人造人間クエスター（オードレット博士）
- シンドバッド虎の目大冒険（バルソーラ）※ソフト版
- シンドラーのリスト（イザック・シュターン〈ベン・キングズレー〉）
- 新・夕陽のガンマン/復讐の旅（パコ）
- スウォーム（クラレンス・タトル市長〈フレッド・マクマレイ〉）※テレビ朝日版
- スカーレット&ブラック（ハインリヒ・ヒムラー、ラビ・レオーネ）
- スター・ウォーズ エピソード5/帝国の逆襲（ロース・ニーダ艦長〈マイケル・カルバー〉、ネメット中佐〈マーク・ジョーンズ〉）※日本テレビ版
- スターマン2/リターン（将軍〈ジェイソン・ウィングリーン〉）
- スチュアート・リトル（いとこのエドガー〈ブライアン・ドイル＝マーレイ〉）※テレビ朝日版
- スティング（エディ・ナイルズ）※日本テレビ版
- ストリートファイター（ストリート〈ニック・ディミトリ〉、大家）
- スプラッシュ（マッカラー〈ランス・ハワード〉）※フジテレビ版
- スリーピング・モンキー/睡拳（主人）
- 聖衣（ジャスタス〈ディーン・ジャガー〉）※LD版
- 成龍拳（総督）※TBS版
- セブン（マーク・スワー弁護士〈リチャード・シフ〉）※フジテレビ版
- セルピコ（パーマー警視〈バーナード・バロウ〉、バート〈エド・クロウリー〉）
- 戦艦シュペー号の最後（チャールズ・ウッドハウス〈イアン・ハンター〉）※フジテレビ版
- 戦争と平和（バシリ公爵〈トゥリオ・カルミナティ〉）※テレビ朝日版
- 底抜けいいカモ（キャリル・ファーガソン）
- 底抜けもててもてて（ウィラード・C・ゲインズボロー）
- ソルジャー・ボーイ（ダニーの父）
- ダーティハリー（シド・クラインマン、バナーマン）
- ダーティハリー4（ドネリー警部補〈マイケル・キュリー〉）
- 第5惑星（アーノルド）
- 大地震（ハーヴェイ・ジョンソン〈ドナルド・モファット〉、ヴァンス医師）※TBS版
- 大頭脳（看守長）※日本テレビ版
- 大脱走（情報屋・マクドナルド中尉〈ゴードン・ジャクソン〉）※フジテレビ版
- 大統領の陰謀（ケン・クローソン、スローンの弁護士〈ジェームズ・カレン〉）
- ダイ・ハード（サム、日本人重役、リポーター 他）※フジテレビ版
- ダイヤモンドの犬たち（チェンバース〈スチュアート・ブラウン〉）
- 太陽が知っている（フレッド〈スティーヴ・エッカート〉）※テレビ朝日版
- 太陽にかける橋/ペーパー・タイガー（キング〈ジェフ・コーリー〉）
- 太陽を盗め（アブドゥル〈マルヌ・メイトランド〉）
- 大陸横断超特急 ※日本テレビ版
- 脱走特急（コンスタンゾ大尉〈エドワード・マルヘアー〉）※日本テレビ版
- TAXi（乗客〈フィリップ・デュ・ジャネラン〉）※フジテレビ版
- TAXi②（ピカール大佐、乗客〈フィリップ・デュ・ジャネラン〉）※フジテレビ版
- タッチダウン（ビッグ・エド〈ロバート・プレストン〉）
- 007/カジノ・ロワイヤル（カールトン・タワーズ）※日本テレビ版
- 007/私を愛したスパイ（ハーグリーブス、リパラスの船長）※TBS新録版
- ダブルボーダー（マーヴ〈ジョン・デニス・ジョンストン〉）
- タワーリング・インフェルノ（フレイカー〈ノーマン・グラボウスキー〉）※フジテレビ版
- ダンス・ウィズ・ウルブズ（ファンブロー少将〈モーリー・チェイキン〉）※テレビ朝日版
- チェンジリング（アルバート〈エリック・クリスマス〉）
- 地球最後の日（ハロルド・フェリス〈フランク・キャディ〉）
- チャイナ・シンドローム（エヴァン・マコーマック会長〈リチャード・ハード〉）
- チャイナタウン（ノア・クロス〈ジョン・ヒューストン〉）
- チャンピオン鷹（竜華チームのオーナー）
- 超能力学園Z（アルバート・アインシュタイン）
- 沈黙のジェラシー（ドクター・ヒル〈ハル・ホルブルック〉）
- 沈黙の断崖（C・コットン〈ハリー・ディーン・スタントン〉）※テレビ朝日版
- ツーフィンガー鷹（総監〈ファン・メイシェン〉）
- テキサス（サイ・モートン）※テレビ朝日版
- デッドゾーン（将軍）
- デッドフォール（オーウェン〈マイケル・J・ポラード〉）※テレビ朝日版
- デモリションマン（ジョージ・イーグル〈ボブ・ガントン〉）※テレビ朝日版
- デューン/砂の惑星（ガーニイ・ハレック〈パトリック・スチュワート〉）※テレビ朝日版
- 天使の自立（トーマス・コルファックス）
- 遠すぎた橋（スタニスラウ・ソサボフスキー准将〈ジーン・ハックマン〉）※日本テレビ版
- 特攻サンダーボルト作戦（イーガル・アロン〈ロバート・ロッジア〉）
- ドノバン珊瑚礁（アンドレ〈シーザー・ロメロ〉、クリフ）※TBS版
- 扉の影に誰かいる（ゴードン警部）
- ドラグネット 正義一直線（ロイ・グレスト）
- ドラゴン/ブルース・リー物語（ビル・クリーガー〈ロバート・ワグナー〉）※ソフト版
- トラ・トラ・トラ!（ジェームズ・リチャードソン、フランク・ノックス、アーサー・マッカラム、ブラッカー、スミス）
- トレスパス（ブラッドリー〈アート・エヴァンス〉）
- トワイライトゾーン/超次元の体験（レオ・コンロイ、ナレーション〈バージェス・メレディス〉）
- ナイスガイ（バッジオ〈バリー・オットー〉）※ソフト版
- ナイト・オン・ザ・プラネット（ヘルムート・グロッケンバーガー〈アーミン・ミューラー＝スタール〉）
- ナイルの宝石 ※フジテレビ版
- ナバロンの嵐（ペトロビッチ少佐〈アラン・バデル〉）※フジテレビ版
- ナチュラル（ニュース番組ナレーション）※テレビ朝日版
- ネバーエンディング・ストーリー（エンギーウック〈シドニー・ブロムリー〉）※ソフト版
- ネル（アレクサンダー・“アル”・パリー〈リチャード・リバティーニ〉）
- ノース 小さな旅人（バックル判事〈アラン・アーキン〉）
- ノーバディーズ・フール（ワーフライ弁護人〈ジーン・サックス〉）
- バード・オン・ワイヤー（マーヴィン〈ハリー・シーザー〉）※テレビ朝日版
- ハードジャッカー/標高10,000フィートの死闘!（ソニー・ド・ロッソ〈ジョージ・トーリアトス〉）※VHS版
- バイオ・インフェルノ（トム・シュミット博士〈G・W・ベイリー〉）
- バイオ・エイリアン/新種誕生（フレッド・アダムス〈サンディ・ウェブスター〉）
- 陪審員（ロドニー〈マシュー・カウルズ〉）※ソフト版
- パイレーツ・ムービー（将軍）
- 墓石と決闘（ハリー）
- パシフィック・ハイツ（ワタナベ〈マコ岩松〉）※フジテレビ版
- 裸の猿（大学教授）
- バチカンの嵐（ウォークマン〈ロバート・プロスキー〉）
- バファロー大隊（エクナー医師〈チャールズ・シール〉）
- バック・トゥ・ザ・フューチャー（ルー〈ノーマン・アルデン〉）※テレビ朝日版
- バットマン（アルフレッド・ペニーワース〈マイケル・ガフ〉）※TBS版
- ハドソン・ホーク（執事アルフレッド〈ドナルド・バートン〉）※日本テレビ版
- バトルクリーク・ブロー（クワン〈チャオ・リー・チー〉）
- バニシング（総監）
- ハリーとヘンダスン一家（ジョージの父〈M・エメット・ウォルシュ〉）※TBS版
- バルジ大作戦 ※NET版
- ハロウィン（ピーター・マイヤーズ〈ジョージ・オハンロン・Jr〉）
- バンデットQ（ベンソン〈ジェロルド・ウェルズ〉）
- ピースメーカー（ディミトリ・ヴァーティコフ〈アーミン・ミューラー＝スタール〉）※ソフト版
- ビバリーヒルズ・コップ3（アンクル・デイブ〈アラン・ヤング〉）※フジテレビ版
- ピュア・ラック（セグラ警視）
- 評決のとき（オマー・ヌース判事〈パトリック・マクグーハン〉）※フジテレビ版
- ピラニア（ジャック〈キーナン・ウィン〉）
- ピンク・キャデラック（バディ〈ジェリー・バマン〉）※TBS版
- ピンク・パンサー2（ルンダラー警視〈グレゴワール・アスラン〉）※日本テレビ版
- ヒンデンブルグ（ヒルシュ）※日本テレビ版
- プーと大人になった僕（オウル〈トビー・ジョーンズ〉[32]）
- フィラデルフィア・エクスペリメント（年老いたジム〈ラルフ・マンザ〉）※フジテレビ版
- フォレスト・ガンプ/一期一会 ※フジテレビ版
- 不思議の国のアリス（ディー&ダム〈ザ・コックス・ツインズ〉、スペードの2〈デニス・ウォーターマン〉）
- フューリー
- 冬のライオン（ウィリアム・マーシャル〈ナイジェル・ストック〉）※ソフト版
- ブルベイカー（ロリー・ポーク〈アルバート・サルミ〉、フェンスター医師〈ノーブル・ウィリンガム〉）
- フレンジー（ホテルポーター〈ジミー・ガードナー〉）※テレビ朝日版
- ブレンダ・スター（ハリー・S・トゥルーマン〈エド・ネルソン〉）※テレビ朝日版
- ブロードキャスト・ニュース（アーニー・メリマン〈ロバート・プロスキー〉、ジェーンの父）
- プロジェクトA（海上警察司令官〈ラウ・ハクスン〉）※テレビ朝日版
- プロフェシー（サイラス部長〈ボブ・トレイシー〉）※テレビ東京版
- プロムナイト（ウェラー先生）
- ブロンドの標的（保安官〈M・エメット・ウォルシュ〉）
- フロント・ページ（ポン医師）
- 北京原人の逆襲（船長）
- 砲艦サンパブロ（ジェームスン〈ラリー・ゲイツ〉）
- 冒険者たち（ヴェルタン〈ポール・クローシェ〉）※TBS版
- ポセイドン・アドベンチャー2（デューイ・テックス・ホプキンス〈スリム・ピケンズ〉）※TBS版
- 炎のランナー（トリニティの学長〈ジョン・ギールグッド〉、ラドクリフ、タフィ）
- ポパイ（ウィンピー〈ポール・ドゥーリイ〉）※フジテレビ版
- ポリスアカデミー777/モスクワ大作戦!!（ベルボーイ）※ソフト版
- ホワイトハウスの陰謀（ニック・スパイキングス〈ダニエル・ベンザリ〉）※テレビ朝日版
- マイク・ザ・ウィザード（ハーヴィ・ブックマン）
- マスク (1985年の映画)（校長、ダイアナの父）※日本テレビ版
- マスク (1994年の映画)（アーサー・ニューマン博士〈ベン・スタイン〉）※日本テレビ版
- マッキーとマック（ザック〈エリック・クリスマス〉）
- M★A★S★H マッシュ（ハモンド将軍、メリル大佐）※フジテレビ版
- まぼろしの市街戦（デイジー大司教）
- マルキ（オルレアン公）
- マルタの鷹（マイルズ・アーチャー〈ジェローム・コーワン〉）
- Mr.Boo!インベーダー作戦（CTV会長）
- 未来世紀ブラジル（スパイロ〈ブライアン・プリングル〉）
- ミラクル・ペティント（ペティントの父）
- MOON44（議長〈ロスコー・リー・ブラウン〉）
- むく犬ディグビー（ハルツ博士〈スパイク・ミリガン〉、グレート・マンジーニ）※VHS版
- 名犬ラッシー/ラッシーの“愛こそすべて”（バーナビー・コーネル〈カール・スウェンソン〉）
- 名犬ラッシー/ラッシーの大冒険（ヘンティ）※VHS版
- 名犬ラッシー/ロッキーを越えて（エイモス〈デヴィッド・ワイネ〉）※VHS版
- メイフィールドの怪人たち（ウォルター・セズニック〈ゲイル・ゴードン〉）※テレビ朝日版
- メテオ（国防長官〈リチャード・ダイサート〉）※フジテレビ版
- メリー・ポピンズ（ジョーンズ巡査〈アーサー・トリーチャー〉）※フジテレビ版
- メン・イン・ブラック（ローゼンバーグ、ニック〈ジョン・グリース〉）※ソフト版
- モール・ラッツ（スタン・リー）
- 燃えよデブゴン（パイ教授）
- 燃えよデブゴン7 鉄の復讐拳（兄貴〈ファン・メイシェン〉）
- 燃える洞窟（ハリー〈ジョージ・シーウェル〉）
- モンスター（司祭〈ジョン・キャラダイン〉）
- 野獣捜査線（ケイツ署長〈バート・レムゼン〉）
- 野生のエルザ（ヌル〈ピーター・ルコイエ〉）※テレビ朝日版
- ヤング・シャーロック/ピラミッドの謎（スネルグローヴ）※フジテレビ版
- ヤング・ゼネレーション（学長〈ジョン・W・ライアン〉）
- ヤングマスター 師弟出馬（クァン署長〈シー・キエン〉[33]）※フジテレビ版
- 勇気ある追跡（トム・チェイニー〈ジェフ・コーリー〉）※テレビ東京版
- 予期せぬ出来事（ジョン・コバーン、局長、記者 他）※テレビ東京版
- 四銃士（トレヴィル〈エドゥアルド・ファヤルド〉）
- 48時間PART2/帰って来たふたり ※ソフト版
- ラビリンス/魔王の迷宮（賢人〈フランク・オズ〉）※フジテレビ版
- リオ・ロボ（パット・クローニン）※フジテレビ版
- リバティ・バランスを射った男（ジェイソン・タリー）※フジテレビ版
- ルートヴィヒ（ルツサーク、戴冠式の教皇、演劇関係者、神父）
- レイズ・ザ・タイタニック（ジョン・ビガロ〈アレック・ギネス〉）
- レッド・ドラゴン/新・怒りの鉄拳（チン）※TBS版
- 恋愛超特急（フランク・プグリア）
- ローズ（ディー、モンティ〈ルディ・ボンド〉）
- ローズマリー（ターナー〈ダン・ラウンズベリー〉）
- ローマの休日（ヘネシー支局長〈ハートリー・パワー〉）※フジテレビ版
- ローヤル・フラッシュ（ルートヴィヒ王）
- ロイ・ビーン（グリズリー・アダムズ〈ジョン・ヒューストン〉）
- ロザリンとライオン（クリント〈ギュンター・マイスナー〉）
- ロッキー・ホラー・ショー（犯罪学者〈チャールズ・グレイ〉）
- ロボコップ（サル〈リー・ドゥブロー〉、マクナマラ）※テレビ朝日版
- ロボフォース 鉄甲無敵マリア（警察署長、ワン警部）
- ロマンシング・アドベンチャー/キング・ソロモンの秘宝 ※テレビ朝日版
- ロレンツォのオイル/命の詩（ジュダロン〈ジェリー・バマン〉）
- ワーロック ※テレビ朝日版
- ワイルド・ギース（ジョック・タガート〈ロナルド・フレイザー〉）
- 鷲は舞いおりた（レイカー・アームズビー）
- ワンス・アポン・ア・タイム・イン・チャイナ 天地争覇（ウォン・ケイイン〈ラウ・シュン〉）

#### ドラマ
- アウター・リミッツ（カール・フォード、保安官助手、パイロット）
- 悪魔の手ざわり #17（ブレナン警部）
- アボンリーへの道（駅長）
- アメリカン・ヒーロー #3（ハーラン・ケイン）
- アルフ（ロイ・ヒンクリー教授〈ラッセル・ジョンソン〉）
- X-ファイル（ウィリアム・スカリー〈ドン・S・デイヴィス〉、店主）※ソフト版
- 奥さまは魔女（セールスマン）
- 俺がハマーだ! シーズン1 #1（サンフランシスコ市長〈ジョン・ヴァーノン〉）
- 恐竜家族（エド〈代役〉）
- 警察署長（マーシャルの父）
- 刑事コジャック シーズン1 #18（ベニー・フィオーレ〈ハリー・ガーディノ〉）
- 刑事コロンボシリーズ
  - 黒のエチュード（エベレット〈ジョージ・ゲインズ〉）
  - 意識の下の映像（弾道検査係〈リチャード・スタール〉）
  - 第三の終章（クレイマー刑事〈デイヴィス・ロバーツ〉、車を当てられた初老の男性〈ジェームズ・ミルホリン〉、チャールズ）
  - 逆転の構図（教会前の老人〈マイク・ラリー〉）
  - ハッサンサラーの反逆（オルテガ部長〈ジェイ・バレラ〉、警察のカメラマン〈マイク・ラリー〉）
  - ルーサン警部の犯罪（コンロイ役の俳優〈ヴィクター・イザイ〉、メイク係）
  - 秒読みの殺人（ピート・コックラム〈ドン・アイトナー〉、ディレクター〈ジョージ・スカフ〉）
- 刑事スタスキー&ハッチ シーズン1 #20（テキサス・キッド）
- 刑事ナッシュ・ブリッジス（ダニー・ベティーナ署長）
- 三国志演義（普浄）
- ジェシカおばさんの事件簿
  - シーズン1 #3（ストリンドバーグ弁護士〈ライル・ワゴナー〉）
  - シーズン3 #7（ジョナサン・クイール・ヒギンズIII世〈ジョン・ヒラーマン〉）
- シャーロック・ホームズの冒険
  - ボヘミアの醜聞（御者ジョン）
  - もう一つの顔（アイザ・ホイットニー）
  - ブルース・パーティントン設計書（ヒューゴ・オーバーシュタイン）
  - マザランの宝石（ブラッドストリート警部）
- 将軍 SHŌGUN（黒船船長）
- 私立探偵マグナム（ジョナサン・クイール・ヒギンズIII世〈ジョン・ヒラーマン〉）※テレビ東京版
  - シーズン1 #10（ロバート・ケイン〈ホセ・フェラー〉）
  - シーズン2 #3（ヘンリー・エリソン）
- 新スタートレック（モバール将軍〈ニコラス・ケプロス〉）
- スターゲイト SG-1（マラル〈ヘンリー・ギブソン〉）
- セサミストリート（クッキーモンスター、デイビッド）※スペシャル版
  - ビッグバード 中国への旅
  - 美術館へ行こう〜メトロポリタン美術館のセサミストリート〜
- 大草原の小さな家 シーズン2 #11（フォーバス）
- 闘え!ドラゴン（林海明）
- ダンディ2 華麗な冒険 #19（イェルカー、ウィルヘルム）
- 超音速攻撃ヘリ エアーウルフ
  - パイロット版（ウィリアム・ディーツ上院議員）
  - シーズン3 #2（国防長官）、#19（所長）
- TVキャスター マーフィー・ブラウン（ミューラー）
- 逃亡者
- 特捜刑事マイアミ・バイス
  - シーズン2 #8（ハーディン〈ジェリー・ハーディン〉）
  - シーズン3 #1（マックス・クライザー〈ウォルター・ゴテル〉）
- ドクタークイン 大西部の女医物語（キャシディ〈ジェリー・ハーディン〉）
- Dr.マーク・スローン（ノーマン・ブリッグス院長〈マイケル・トゥッチ〉）
- 特別狙撃隊S.W.A.T. シーズン1 #5（ハワード・レディング）
- 特攻ギャリソン・ゴリラ #8（ドイツ兵）、#18（医者）
- 特攻野郎Aチーム
  - シーズン1 #13（リアンの父）
  - シーズン2 #13（ジェス・ヒックス）
  - シーズン4 #19（アシュトン）
  - シーズン5 #7（ブルックス保安官）、#13（サル・カチーナ）
- ヒルストリート・ブルース シーズン1 #8（クリンスキー、カーミット・トレンチ）
- フェアリーテール・シアター 白雪姫と七人の小人（バーナビー）
- 復讐の鬼探偵ロングストリート #1（アーヴィン）
- ふたりは最高!ダーマ&グレッグ シーズン3 #3（カトラー〈ヴィンセント・スキャヴェリ〉）
- プリズナーNo.6（No.249 / 精神科部長）
- フリッパー シーズン1 #18（ウッドラフ博士）
- フレンズ（エイドルマン〈フィル・リーズ〉）
- 冒険野郎マクガイバー
  - パイロット版（カール・スチューベンス博士）
  - シーズン1 #22（C・W・スミス将軍）
  - シーズン2 #2（チャールズ・"パパ・チャック"・バニング〈ヘンリー・ジョーンズ〉）、#16（サム・リーランド）
- ミスター・ベンソン シーズン1 #16（マイルズ・ゴードン）
- 名探偵ポワロ ※NHK版
  - ジョニー・ウェイバリー誘拐事件（トレッドウェル執事）
  - 100万ドル債券盗難事件（ギャンブラー、警官）
  - イタリア貴族殺害事件（ドクター・ホーカー）
- ラバーン&シャーリー シーズン2 #11（ジェローム）
- ワンダーウーマン（ブランケンシップ将軍〈リチャード・イーザム〉）
- わんぱくフリッパー シーズン1 #30（監督）※VHS版

#### アニメ
- インセクターズ（ユーレカス〈フルゴールの父〉）
- オズの魔法使い（影）
- ガジェット警部（ワイルド・マン）
- ガミー・ベアの冒険（ザミー）
- くまのプーさん（オウル）
  - くまのプーさん 完全保存版 ※ブエナ・ビスタ版
  - くまのプーさん 完全保存版II ピグレット・ムービー
  - くまのプーさん クリストファー・ロビンを探せ!
  - ティガームービー プーさんの贈りもの
  - 新くまのプーさん
  - ザ・ブック・オブ・プー
  - くまのプーさん (2011)
- 子猫になった少年（ピンキー〈ソレル・ブーク〉）
- タンタンの冒険（ネストル）
  - タンタンの冒険旅行（トンプソン（デュポン））
- チップとデールの大作戦（ニムナル教授）※新吹き替え版
- ディック・トレイシー（ゴーゴー・ゴメス警部）
- 新トムとジェリー
- バイカーマイス（ドクター・カーバンクル）
- ハウス・オブ・マウス（ゼペット、バジル）
- バックス・バニーのぶっちぎりステージ
- パパはグーフィー（警官）
- ミュータント・タートルズ（オベントー）※1987年テレビ東京版
  - ミュータント・タートルズ（バクスター・ストックマン博士）※1987年東和ビデオ版
- まんが宇宙大作戦（サレック）
- 幽霊城のドボチョン一家（イー博士&ワルイ博士）
- ロード・オブ・ザ・リング 指輪物語（サルマン）

#### 人形劇
- サンダーバード（マニュアル）

### テレビ番組
- あさごはん だいすき!（モップ）
- クボジュンのえいごっこ（へびじぃ）
- 世界まるごとHOWマッチ（TBS） - 声の出演
- ハーツ・アンド・マインズ/ベトナム戦争の真実（ティク・リエウ・ミン）

### ボイスオーバー
- NHKスペシャル「“一瞬”の戦後史〜スチール写真が記録した世界の60年」（2005年6月5日、NHK総合） - 写真家：マルク・リブー
- 煙はるかに 世界SL紀行「南国満載 庶民列車〜ミャンマー〜」（ハイビジョンスペシャル 2014年、NHK BSプレミアム）
- スペシャリスト 自覚なき殺戮者（アドルフ・アイヒマンの声）
- 世界の博物館
- BS世界のドキュメンタリー（NHK BS1）
- 未来の主役 〜地球の子どもたち〜
- ノンストップ! ESSEグッズ紹介コーナー（フジテレビ）
- 探検ロマン世界遺産

### 人形劇
- あつまれじゃんけんぽん（ケンの父）
- こどもにんぎょう劇場「たからげた」（権造）

### ラジオ
- 鈴木くんのこんがりトースト（TBSラジオ）（1985年4月1日 - 1990年4月6日） - 人間行動科学研究所所長・漆原渡
- 土曜ワイド・吉田照美のハッピーTOKYO（TBSラジオ） - 人間行動科学研究所所長・漆原渡

### ラジオドラマ
- オールナイトニッポン
  - さらば宇宙戦艦ヤマト（1978年） - ゴーランド提督、地球防衛軍幕僚
  - 未来少年コナン（1979年）
- ほんとうの空色（1963年）

### 音楽CD
- おじゃる丸 ミュージカルサウンドトラック（トミー〈田村富美男〉）
- [ロボットコメディ 主題歌・挿入歌大全集]【バッテンロボ丸】マルマル音頭：上田敏也 / コロムビアゆりかご会

### その他コンテンツ
- 東京ディズニーランドのアトラクション「プーさんのハニーハント」（オウル）
- 冒険ガボテン島 LPレコード 朝日ソノラマ・テレビ漫画全集 第二集（オショー）